# 甲酸甲铵
甲酸甲铵是一种可溶于水的化合物，化学式为HCOONH3CH3，或写作MAFa。它可由甲酸和甲胺在甲醇/乙醇中反应制得。它是一种离子液体，可以用作钙钛矿合成中碘化亚锡的加合物（SnI2·DMSO·MAFa）组分以避免SnI2簇的形成。